# 최규하
최규하(崔圭夏, 1919년 7월 16일~2006년 10월 22일)는 대한민국의 정치인으로서, 대한민국의 제10대 대통령이다. 제4공화국의 2번째 대통령이며, 대한민국 최초의 국무총리 출신 대통령이었다. 본관은 강릉(江陵)이며, 호는 현석(玄石)이다.
1945년부터 경성사범대학 영문과 교수로 재직하다가 미 군정 중앙식량행정처 기획과장으로 발탁됐다. 대한민국 정부수립 후 농림부에서 근무하다가 외무부로 발탁되면서 외교관의 길을 걸었다. 말레이시아 대사로 임명된 후 말레이시아에서 거주하기도 했으며 귀국 이후 1967년에 외무부 장관에 발탁됐다. 1967년 제22차 UN 총회 수석대표로 참가하고 돌아왔다. 외무부 장관 재임 시절에 '조용한 외교'를 표방하면서 외무 행정 조직의 강화를 꾀했고 통상 외교를 강화했다. 1970년 한국외국어대학교 명예문학박사학위를 받았다. 1971년 대통령 외교담당 특별보좌관에 취임해 1972년 남북조절위원회 위원이 되어 평양에 다녀왔다. 대통령특사로 7회에 걸쳐 사우디아라비아·이란·에티오피아 등 24개국을 친선 방문했다.
1975년 12월 19일 국무총리 서리로 임명되었고, 1976년 3월 13일 국회의 동의를 거쳐 국무총리가 됐으며, 1979년 3월 국무총리로 재신임됐다. 10.26 사건으로 대통령 박정희가 사망하자 대통령 권한대행을 거쳐 제10대 대통령에 취임했다. 1979년 10월 27일부터 1979년 12월 6일까지 대통령 권한대행으로, 1979년 12월 6일부터 1980년 8월 16일까지 군부 실권하의 대통령으로 재임하였다.
짧은 재임 시기에도 불구하고 재직 동안 여러 중요한 사건이 있었다. 재직 초반부터 하나회가 반란을 일으켜 군부의 실권을 장악했으며 이듬해에는 5·18 광주 민주화 운동가 터지기도 했다. 서울의봄 이후에도 계속 통치하다가 1980년 8월 16일 대통령 직에서 퇴임했고 퇴임 후 박충훈 국무총리 서리가 잠시 대통령 권한대행을 지냈다. 역대 대한민국 대통령 가운데 영어를 가장 능통하게 구사한 인물은 이승만 다음으로 최규하가 꼽힌다.

## 생애

### 생애 초기

#### 출생과 가계
1919년 7월 16일 강원도 원주군 원주면 봉산리(현, 강원도 원주시 봉산동) 836-2에서 최양오(崔養吾)와 전주 이씨 사이에서 태어났다. 아버지 최양오는 학교 훈도를 역임했고, 잠시 원주군 원주면장을 역임하기도 했다. 할아버지 최재민(崔在民)은 1897년 성균관박사를 역임했다. 박사는 조선의 관직 명칭이었으며 그의 집은 할아버지가 성균관박사를 역임한 이유로 최박사댁이라 불렸다.
그는 어릴 적부터 한학자였던 할아버지로부터 한학을 배워 〈동몽선습〉·〈효경〉 등을 시작하여 〈소학〉·〈논어〉·〈맹자〉·〈대학〉·〈중용〉·〈통감〉 등을 읽었다.
1928년 3월 10세 때 원주보통학교에 3학년으로 월반 입학했다. 1932년 2월 원주보통학교를 졸업할 때까지 할아버지에게 문과 예절을 배우는 가정학습은 계속되었다. 1932년 3월 30일 경성제일공립고등보통학교(지금의 경기중학교, 경기고등학교의 전신)에 입학했다. 경성고보 4학년 재학 중인 1935년 11월 부모의 뜻에 따라 홍병순(洪炳純)의 세째 딸 홍기(洪基)와 결혼을 했다.

#### 고등학교 재학 시절
그는 원주를 떠나 서울에서 학교를 다녔다. 종로구 단성사 뒤 봉익동의 친척집에서 학교를 다녔다 한다. 사교성이 좋은 민관식은 최규하가 사는 집을 자주 드나들었다.
1937년 2월 경성제일공립고등보통학교를 33기로 졸업했다. 그의 경성제1고보 졸업 동기생은 이영섭 대법원장 등이 있다. 낙제를 하여 1년 유급되어 복학생이 된 민관식은 최규하와 함께 졸업장을 받았지만 그의 고교 1년 선배였다. 후일 최규하가 대통령 권한대행으로 있을 때 그의 동창인 이영섭은 대법원장이었고, 졸업 동기인 민관식은 국회의장 직무대행 자격으로 다시 만나게 된다.
어학 실력에 뛰어났던 그는 영어를 자유자재로 구사하였다. 영어를 제1언어처럼 사용했던 이승만 다음으로 영어에 능통했던 대통령으로 꼽히기도 한다.

#### 교육 활동과 공직 진출
그 뒤 일본으로 유학, 도쿄고등사범학교(현, 쓰쿠바 대학(筑波大学)의 전신)로 진학해 영어영문학을 전공했으며, 1941년 2월 일본 도쿄고등사범학교 영어영문학과를 졸업하고, 그해 3월 만주로 건너가 만주 국립대동학원(國立大同學院) 정치행정반에 입학, 1943년 7월 5일 만주 국립대동학원 정치행정반을 수료하였다. 만주국의 관료로 재직했지만 그는 이때의 기록을 남기지 않았다. 언제, 어떤 경로로 귀국했는지도 기록이 없다.
1945년 8월 이후 귀국, 경성사범대학 영문학과 조교수에 취임하여 교단에 섰다. 경성사범 조교수로 재직 중 1946년 4월 미 군정청 중앙식량행정처 기획과장으로 발탁되면서 공직에 투신, 농림행정에 종사하게 됐다. 1947년 중앙식량행정처 행정실장이 되었다가 1948년 8월 15일 대한민국 정부 수립 이후에는 농림부로 보직되어 양정과장이 되었으며, 1951년 농림부 농지관리국장 서리 등을 지냈다. 1948년 대한민국 정부수립 후 농림부 양정과장이 됐으며, 그해 9월 26일부터 10월 10일 싱가포르에서 열린 국제연합 식량농업기구(Food and Agriculture Organization/FAO) 아시아 지역 미곡위원회 회의에 농림부 차관 정흥구와 함께 한국대표로 참가했다. 이 회의에서 그는 외국어 구사능력과 국제회의 대표로서의 활동력을 인정받아 인재의 적재적소 보임을 주장하던 당시 외무부장관 변영태에 의해 발탁됐다. 이후에는 농림부 귀속농지관리국장, 외무부 통상국장으로 자리를 옮겨 외교관이 되었다. 1951년 9월 9일부터 9월 18일에는 싱가포르에서 열리는 원동 경제위원회에 대한민국 대표단원의 한사람으로 참석하였다.
이때 그는 서을특별시 마포구 서교동에 집을 마련했는데 짧은 청와대생활 외에 계속 이곳에서 거주하였다. 강원도 원주시 봉산동에 있던 그의 생가는 그가 1994년 원주시에 기증하였고, 원주시립박물관 부지가 되었다.

### 공직 생활

#### 일본 대사관 생활

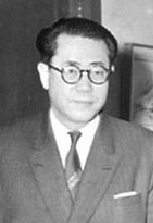
외교관 재직 중의 최규하

외무부 통상국장으로 재직 중 1951년부터 1952년까지 ECAFE 무역진흥회의 한국측 수석대표로 참석하고 돌아왔다. 1952년 7월 17일 도쿄의 주일대한민국대표부 총영사로 부임하였다. 1953년 10월 6일 ~ 10월 10일 일본 외무성에서 한국-일본 양측 대표단 각 18명이 참여한 한일회담에 배석, 참여하였다. 1954년 10월 6일 ~ 10월 13일 일본 도쿄에서 열린 극동경제위원회에 한국 대표자의 한사람으로 현지에서 참석했다. 1955년 7월 8일 겸 이사관에 임명되고 외자청 직원을 겸직하였다. 1957년 5월 16일 주일한국대표부 참사관(參事官) 등을 지냈으며, 그해 12월에는 재일교포체육회 회장에 선임되었다.
1958년 4월부터 10월까지 그는 제4차 한일회담의 한국측 대표의 한 사람으로 참여하였으나 배상액수에 대한 한일 양국간 입장차이로 성과를 얻지 못하였다. 1959년 3월 20일 주일대표부 공사로 승진, 아시아 극동경제위원회(Economic Commission for Asia and the Far East/ECAFE) 제11·12·13차 총회와 제4차 한일회담에 한국대표로 참가하였다. 그 해 귀국하여 1959년 9월 12일 외무부차관이 됐다. 1960년부터는 외무부장관 직무대행을 겸하다가 4·19혁명 후인 1960년 5월 12일 외무부 차관직을 사임했다.

#### 군사 정부에 참여
1960년 6월 3·15 부정 선거에 관련되었나 여부에 대해 경찰의 수사대상에 올랐으나 혐의 없음으로 밝혀져 처벌은 받지 않았다. 그러나 자유당 내각의 각료라고 하여 1961년 1월 공민권 제한 대상자의 한 사람에 선정되고 그해 2월 재수사를 받았지만 혐의없음으로 처리되었다.
1962년 1월 민주공화당의 사전 창당조직 연구팀과 사전 조직인 동양화학 주식회사의 창립에 참여하였다. 5.16이 일어난 지 3개월 만인 1961년 8월에 김종필은 민정인수 구상의 하나로 공화당을 사전조직하기 시작했던 것이다. 이러한 공화당 사전조직은 박정희의 재가를 얻은 김종필의 새 정당 창당구상 연구팀으로, 책임자는 예비역 육군중장 최영두이고, 윤천계(고대), 김성희(서울대), 강상운(중앙대) 교수와 이종극, 김운태, 윤태림, 정범모, 박종화, 유호선, 김정렴, 김학열, 최규하, 이필석, 홍승면 등으로 구성되었다. 이들은 1962년 1월 이 연구실의 이름을 '동양화학 주식회사'로 위장하고 종로 2가 뒷골목 제일전당포 2~3층에 사무실을 차렸다.
1962년 서울 아시아반공연맹 총회에 참석하여 임시의장으로 사회를 보았으며, 민족반공연맹 임시총회의장에 선출되었다. 반공연맹 총회에 다녀온 뒤 외무부장관 고문으로 복귀하고 1962년 7월 새로 개최되는 한일회담의 고문이 되었다. 1963년 외무부 본부 대사를 거쳐 그해 3월 국가재건최고회의 의장 외교담당 고문이 됐으며, 4월 한일회담에서 한국측 교섭대표의 한 사람으로 선출됐다. 1963년 5월 8일 다시 국가재건최고회의 의장 정책소위 고문, 1964년 주말레이시아 한국 대사(1964년 11월~1967년 6월)를 지내고 귀국하여 1967년 6월 외무부장관에 발탁됐다.

#### 외무부 장관 시절
그는 직접 외국을 다니며 외국을 상대로 북한측과 외교 논전을 벌였다. 당시에는 북한과의 외교전이 한창이라 외무장관들은 스스로 해외에 나가 유엔에서의 지지를 얻어내기 위해 담판을 짓는 일이 흔했다. 이때 최규하 외무장관은 뛰어난 영어 실력을 바탕으로 북한과의 외교 전쟁에서 맹활약을 하였다.
67년 제22차 유엔총회 한국 측 수석대표로 참가하고 돌아왔다. 외무부장관으로 재임시 '조용한 외교'를 표방하면서 외무행정조직의 강화를 꾀했고 통상외교를 강화했다. 1968 제19차 콜롬보계획자문위원회 각료회의에 한국정부 대표자의 한 사람으로 참석했으며, 이때 자문위원회 각료회의 의장에 선출되었다. 1969년 6월 2일 미국의 패카드 국방차관을 만난 뒤 6월 3일과 6월 4일에는 연례 한미 국방각료회의에 참석하였다. 1970년 한국외국어대학교 명예문학박사학위를 받았다.
1970년 4월 3일부터 4월 10일 타이완, 태국 등을 순방하고 귀국했다.
1970년 5월 자카르타에서 열린 아시아태평양국제회의에 참석하고 귀국했다. 1970년 11월 유엔 총회에 참석하고, 귀국하였다.

#### 국무총리 서리와 총리 재직

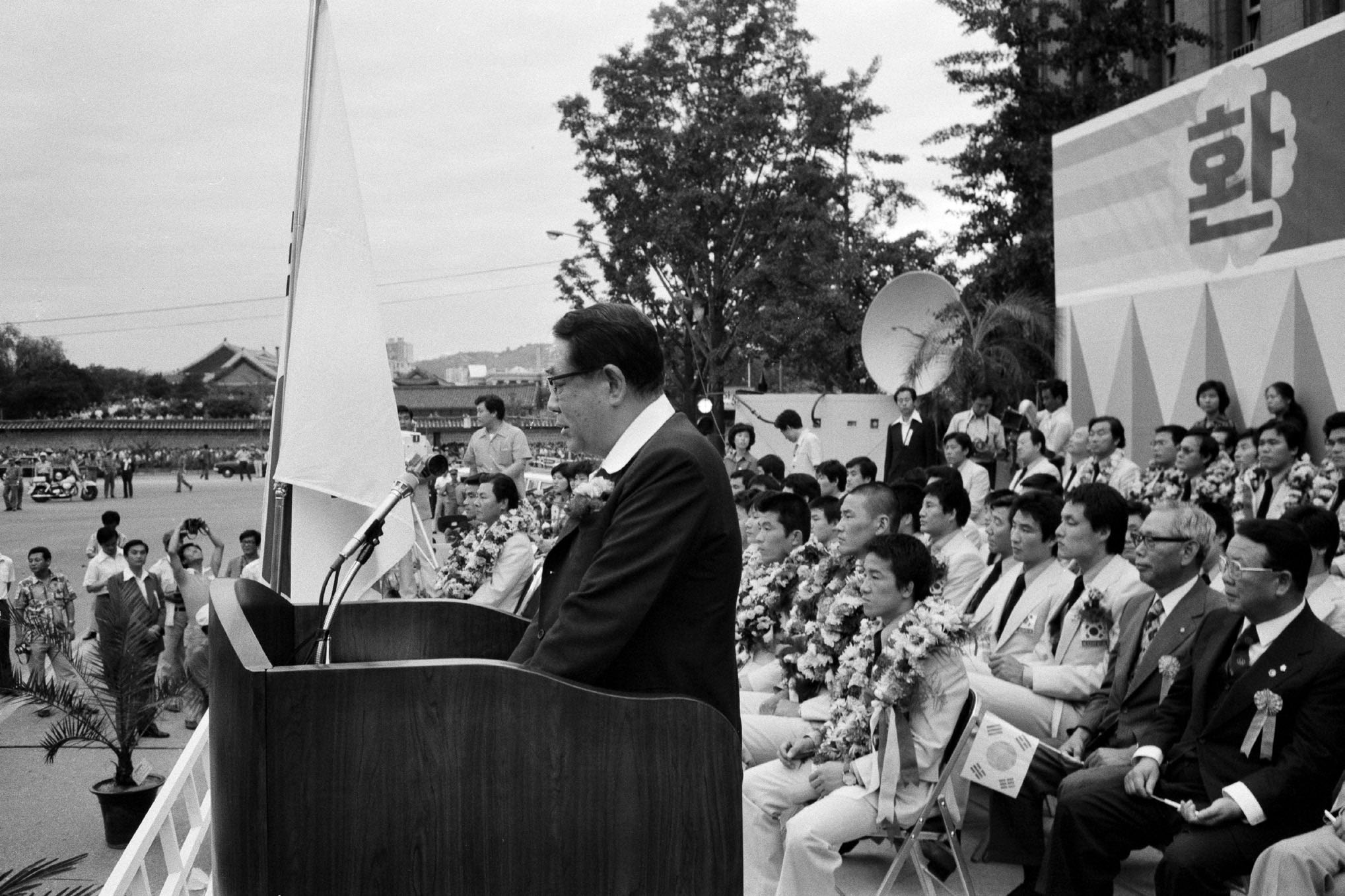
1976년 국무총리 당시 연설하는 최규하

1971년 대통령 외교담당 특별보좌관에 취임해 1972년 남북조절위원회 위원이 되어 평양에 다녀왔다. 대통령특사로 7회에 걸쳐 사우디아라비아·이란·에티오피아 등 24개국을 친선방문했다.
1975년 국무총리 서리를 거쳐 1976년 3월 국무총리에 기용되었다. 박정희는 그의 '과묵하면서도 정치적 수완이 부족한 점을 높이 평가해 그를 국무총리로 발탁했다'고 한다. 1977년 7월 25일 및 26일에는 대한민국과 미국 간의 제10차 안보 연례협의회의가 서울에서 개최되었다. 최규하는 서종철 국방부장관, 해럴드 브라운 미국 국방부장관, 노재현 대한민국 합참의장, 조지 에스 브라운 미 합참의장, 그리고 양국 정부의 고위외교 및 국방관리들과 이 회의에 참석하였다.
1977년 7월 26일에는 해럴드 브라운 미국 국방장관이 찾아와 면담하였다. 이어 제10차 한미안보연례회의에 국방부 장관 서종철, 합동참모본부 의장 노재현을 데리고 회의에 참석했다. 1979년 3월 국무총리로 재선출됐다. 동창회에 초대돼도 거절했다 한다. 국무총리 재직 중 근검절약하고 깨끗한 공직생활을 한 것으로 평가받았다.
1979년 6월 30일과 7월 1일 한국 대통령 박정희와 미국 대통령 지미 카터 간에 한미정상회담이 서울 청와대에서 개최되었다. 최규하는 당시 한국측 각료의 한 사람으로 배석하였다. 이 회담에 한국측으로부터는 최규하 국무총리, 박동진 외무부장관, 노재현 국방부장관, 김계원 대통령비서실장, 김용식 대사가, 그리고 미국 측에서는 사이러스 밴스 국무장관, 해럴드 브라운 국방장관, 즈비그뉴 브레진스키 국가안보담당 보좌관, 리처드 홀부르크 국무차관보 및 윌리엄 글라이스틴 대사가 배석하였다.
1979년 10.26 사건으로 박정희 대통령이 중앙정보부장 김재규의 피습을 받고 살해되면서, 당시 국무총리를 맡고 있던 최규하는 비상국무회의를 소집하고, 대통령 직무대행으로서 권력을 이양받았다. 비상국무회의에서 제주도를 제외한 전국에 비상계엄령을 선포하기로 결정했다.

#### 10.26과 12.12 사태

##### 10.26 사태 전후
1979년 10월 26일 대한민국 제9대 대통령 박정희가 서울 궁정동 안가에서 김재규에 의해 살해되었다. 그날 11시의 비상국무회의를 소집하고 대통령 유고를 발표한다. 박정희가 살해당한 다음 날인 1979년 10월 27일 제주도를 제외한 전국에 비상계엄령이 선포되었다. 이 날 국무총리 최규하가 대통령 권한대행이 되었다.
박정희의 뒤를 이어 대통령 권한대행을 맡은 최규하는 계엄령을 선포하였다. 그리고 유신 헌법을 따라 대통령을 뽑은 뒤 개헌하겠다는 정치 일정을 발표하였다.
10월 27일 새벽 대통령 권한대행이 된 그는 박정희 피살사건의 조속한 수사를 명령하고, 10월 28일 비상회의에서는 중앙정보부장 김재규를 10월 27일자로 소급해임했다. 육군대장 정승화가 계엄사령부 사령관이 되었고, 육군소장 전두환은 계엄사령부 합동수사본부장으로 임명됐다. 11월 3일 암살된 박정희의 빈소에 건국공로훈장 중장(뒤에 대한민국장으로 명칭 변경)을 추서하고, 국장(國葬)을 결정, 박정희대통령국장위원회 위원장이 되어 국장을 주관했다.
처음에는 차지철로 보고받았다가 김재규가 박정희 대통령의 살해범이라고 보고받은 최규하는 10월 28일 전날 부로 김재규의 중앙정보부장직을 면직하고 전두환을 합동수사본부장에 임명하여 수사를 지시한다.

##### 학생 운동 세력의 시위
1979년 11월 서울 학생 운동가들의 시위를 시작으로 각지에서 유신 헌법을 철폐하라는 시위가 터져나왔다. 최규하는 계엄령을 풀지 않고 지켜보았다. 1979년 11월 24일 재야 세력들은 국민 대회를 열어 통일주체국민회의에서 대통령을 선출하는 것을 중단하라고 강력하게 요구하였다. 재야 세력들은 당시 상황을 10년 넘게 각계 각층 민중이 고난에 찬 반독재 투쟁을 벌인 결과로 보면서 참된 국민의 합의에 기초를 둔 민주 헌정을 서둘러 출범시키라고 요구하였다. 최규하는 유신 잔당으로 몰리면서도 당분간 방침에는 변화가 없을 것임을 선언하고 10.26 사건에 대한 수사에 전념하였다.

##### 1979년 제10대 대통령 간접선거

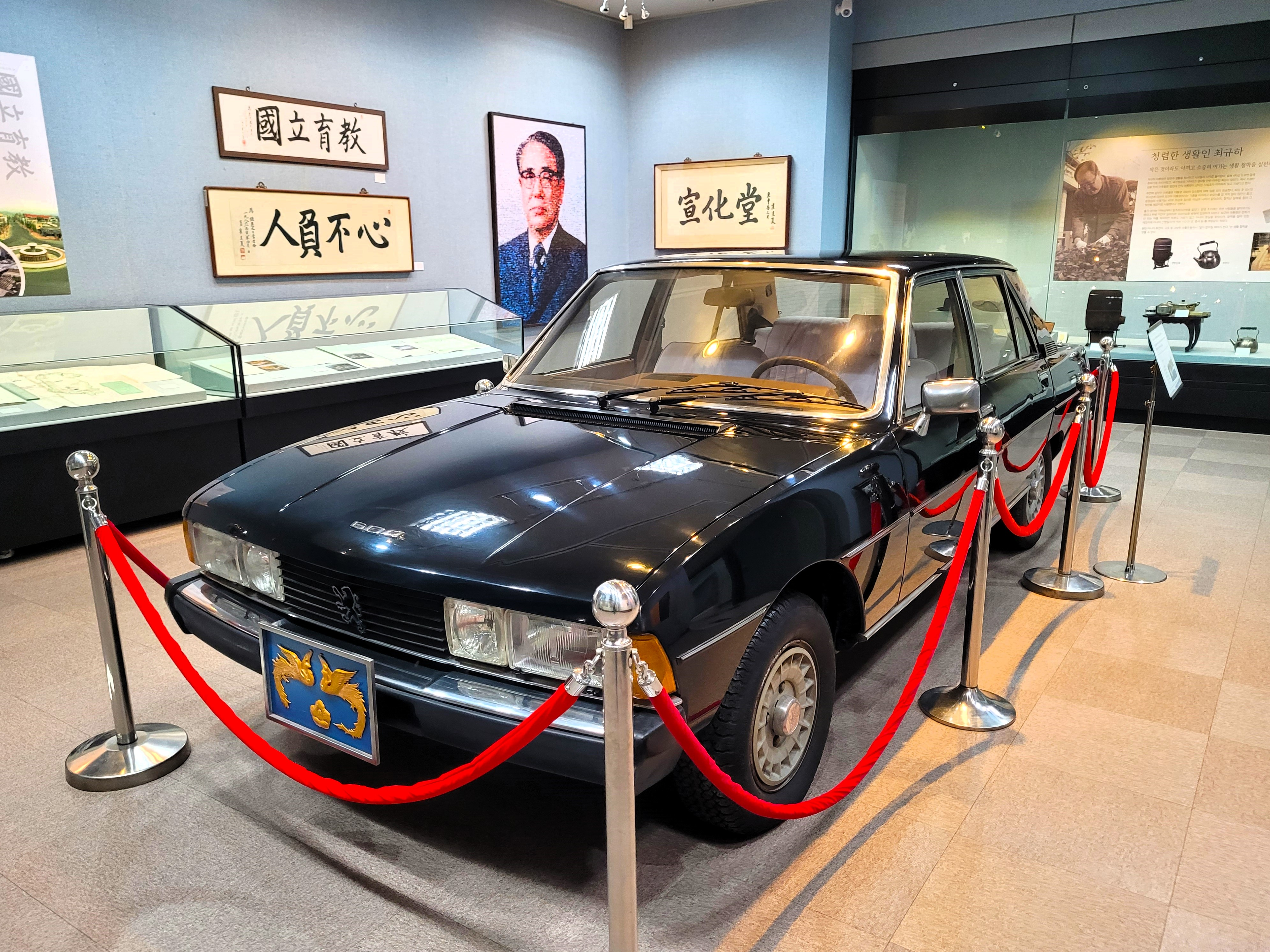
최규하 대통령이 개인적으로 이용했던 푸조 604.

현직 대통령 박정희가 김재규에 의하여 피살된 후, 권력공백에 따라, 우선 헌법 제48조에 따라 당시 국무총리이던 최규하가 10월 27일부로 대통령 권한대행으로 취임하였다. 그는 현행 헌법을 존속시키면서 제8대·제9대와 똑같은 방법으로 제10대 대통령 선거를 실시하기로 하였다.
11월 6일 최규하는 유신 헌법에 따라 새 대통령을 선출하고 새 대통령이 빠른 시일 내에 헌법을 개정한다는 '시국에 관한 담화'를 발표하였다. 윤보선은 즉시 그에게 정치범 석방을 요구하였지만 그는 윤보선의 부탁에 대한 답변은 회피하였다.
최규하의 담화가 나오자 '민주주의와 민족통일을 위한 국민연합'은 11월 12일 통일주체국민회의에서 대통령을 선출한다는 것은 결코 용납할 수 없다고 밝히고, 민주헌법을 3개월 이내에 제정하고 빠른 시일 내에 선거를 실시할 것을 요구했다. 그러나 최규하는 이에 대한 응답을 회피하였다. 11월 13일 동아, 조선투위 등에서도 공동 성명을 발표했다. 11월 22일 서울대생들도 조기 개헌, 조기 총선을 요구하며 시위를 벌였다. 11월 24일 서울 YMCA 강당에서 400여 명이 집회를 갖고 '통대 저지를 위한 국민선언'을 발표해 통일주체국민회의 대의원(통대)에 의한 체육관대통령 선출을 강력히 비판하고 국민의 기본권을 보장해 국민의 적극적 참여로 헌법을 확정할 것을 주장했다. 여기에는 함석헌, 윤보선, 백기완 등이 참여하였으나 경찰의 연행으로 저지되었다.
당시 헌법 때문에 야권의 입후보는 사실상 금지되어 있었다. 결국 무소속인 최규하가 단독으로 출마하였고, 12월 6일 치러진 대통령 선거에서 96.7%(2,465표)의 득표율을 얻고 당선되었다. 특이한 점은 무효표가 무려 84표나 나온 것이 특징이었다.
1979년 12월 통일주체국민회의 의장에 피선되었으며, 12월 6일 통대에서 최규하가 대통령에 선출되어 다음 날 국무회의에서 긴급조치 9호 해제를 의결하였다. 12월 10일 최규하는 총리직을 사직하고 신현확을 국무총리로 임명하였다. 이후 12월 21일 취임식을 거행하였다.

#### 12·12 군사 반란
최규하가 10대 대통령으로 취임한 후 10.26사건을 수사중이던 합동수사본부(본부장 전두환)는 당시 정승화 계엄사령관이 10·26 사건 당일 사건현장에 있었으며 사건발생 전후 대통령 시해범 김재규와 상황에 대한 협의가 있었음을 파악하고 12월 12일 오후에 정승화 체포작전을 벌이게 되는데 이와 관련된 일련의 상황을 12.12사태라고 한다.
12·12 군사 반란 시기 최규하 대통령은 노재현 국방부 장관의 의견을 듣기 위해 전두환 합수부장이 오후 6시에 올린 정승화 계엄사령관 체포건의 재가를 미루었는데 결국 최규하 대통령의 결재는 정승화가 체포되고 노재현 장관이 나타난 이후인 12월 13일 오전 5시 10분에 사후 승인 형식으로 이루어졌다.
한편, 노재현 국방장관은 한남동 국방장관 공관 옆에 있던 정승화 계엄사령관의 공관에서 12월 12일 오후 07시 20분경 총소리가 나자 바로 가족들을 데리고 피신하였고, 가족들을 피신시킨 후 자신은 육군본부, 한미연합사 사령부 등으로 피신다니다가 12월 12일 오후 10시 10분 한미연합사 상황실에서 최규하 대통령과 통화가 이루어지자 대통령이 들어오라고 지시했으나 따르지 않았다. 그 후 김영휴 국방차관 등의 거듭된 대통령 면담 권유에도 움직이지 않다가 12월 13일 오전 03시 50분경 국방부로 노재현 장관을 찾으러 간 신현확 국무총리와 이희성 중앙정보부장 서리의 설득에 의해 최규하 대통령이 있는 곳으로 출발했다고 한다.

### 대통령 재임시

#### 집권 초기
제4공화국의 두 번째 대통령이 된 최규하는 비상조치를 해제하면서 민주적 선거절차에 의한 새 정부 출범을 국민들에게 약속하고 6년 임기의 대통령으로 선출되었으나 8개월만에 사임하여, 대한민국 역사상 최단기 집권 대통령이라는 불명예를 안게 되었다.
12월 7일 부총리 신현확을 총리로 지명하는 등 정식으로 업무를 수행하기 시작했으며, 1979년 12월 21일 취임식을 거행하였다. 취임사에서 그는 국론분열 방지와 정치안정을 강조했다. 12월 21일에는 긴급조치 관련자 561명이 특별사면되고, 1,330명이 석방되었다. 또한 제적학생 759명이 복학되고, 해직교수 19명이 복직되었다. 그러나 그는 유신 정권의 국무총리였고, 통일주체국민회의의 대의원들에 의해 대통령에 선출된 만큼, 그의 정권은 정당한 정권으로서의 권위를 누릴 수 없었다. 또한 최규하는 공직 생활 중에 독자적으로 자기 세력, 자기 파벌을 형성하지 못했다. 정치적 기반이 취약했던 최규하는 신군부의 권력 장악을 사실상 인정할 수밖에 없었고, 그들에 의해 퇴임할 때까지 허수아비 대통령으로서의 역할을 수행했다.
1980년 2월에는 윤보선, 김대중 등 687명의 복권을 선언하였다. 그는 이한빈 등을 발탁하여 경제부처를 운용케 했다. 1980년 상반기에는 국제 원유가 인상 등으로 소비자의 물가의 상승률이 30%에 달했다. 1980년 5월 사우디아라비아 압둘아지스 경식대훈장, 쿠웨이트 무바락알하비르 경식대훈장을 특별히 선물로 수여받았다.
그는 한국 헌정사상 정당에 관여하지 않은 직업공무원으로서 과장·국장·차관·장관·국무총리를 차례로 거쳐 대통령이 된 첫 번째 사람이었다. 장기집권을 하던 박정희의 암살로 국민들은 유신헌법의 폐지를 통한 민주화를 원했다. 국가원로들과 전 대통령 윤보선은 최규하 대통령에게 유신 체제를 폐지하고 새로운 민주적 절차에 의한 선거로 새 정부를 구성할 것을 요청했다. 최규하 대통령은 비상조치를 해제해 금지됐던 헌법 개정 논의를 허락했다.
한편 그는 경호수행 절차를 무시하거나 행사 시 곧잘 엉뚱한 행동을 하여 화제가 되기도 했다.
그는 전임 박정희 대통령과 달리 철벽 경호를 귀찮게 생각했다. 대통령이 청와대 경내를 산책한다고 하자 대통령 경호실장이 헐레벌떡 뛰어왔다. 그런데 그는 '그만 가서 일 보라. 나 같은 사람에게 누가 총을 겨누겠는가'라며 경호실장을 돌려보냈다.

#### 실권 없는 대통령
그러나 하나회의 정치군인들이 12.12 군사 반란을 일으키면서 국방부 고관과 정승화 육군참모총장, 정병주 특전사령관, 장태완 수경사령관 등을 붙잡아 감금시키고 군부를 장악한 뒤, 정부의 실권을 장악했다.
1980년 2월 18일 최규하 대통령은 각계 원로˙중진 23명으로 국정자문회의를 구성하고, 생존한 전직 대통령인 윤보선이 의장으로 피선됐다. 1980년 건국공로훈장 중장(重章)을 수여받았다. 2월 29일 최규하는 윤보선, 김대중 등 재야인사를 687명을 복권했다.
1980년 4월 전두환의 강요에 의해 최규하는 전두환을 박정희 정권 시절부터 막강한 권력을 행사해 왔던 중앙정보부장으로 임명했다. 그는 직함은 대통령이었지만 실속은 전혀 없었다. 그는 자신의 이름으로 발표한 내각에서 조차 자신의 뜻을 제시하지 못했다. 내각이 구성된 지 두 달 가량이 지날 즈음부터 청와대에서 장관들 얼굴을 보기 조차 힘들어졌다.
전두환이 중앙정보부장 서리를 겸임할 무렵에는 청와대에는 인적이 그쳐 적막만이 흐르고 있었다. 그나마 최규하가 장관들을 불러 회의를 한 것은 몇 안되었으며 미스유니버스 선발대회를 위한 대책회의 등 몇 개가 채 되지 않았다.
1980년 4월 12일 청와대 경내에서 당시 그가 부속실 권영민 비서관에게 '국민들이 나를 보고 뭐라고 하나.'라고 묻자, 머뭇거리던 비서관 권영민의 입에서 '모두들 각하를 최 주사라고 부릅니다'라는 말이 튀어나왔다. 평소 온화하기 그지없던 최 전 대통령은 '뭐야, 최 주사?'라며 불같이 화를 냈다. 평소 온화한 최 전 대통령은 그날 불같이 화를 냈다고 한다. 그는 국민들이 자신을 어떻게 생각하는지를 알고 싶어했다. 그래서 권영민 비서관에게 '솔직한 국민들의 생각'을 주문했고, 어렵게 말문을 연 권비서관이 용기를 내 '최 주사'라는 말을 건넸다.

#### 전두환과의 갈등
1980년 4월 전두환이 중앙정보부장에 취임하고 국보위의 부위원장을 하면서 사실상의 집권자 역할을 하자 전국 각지에는 학생들의 민주화 요구 시위가 발생했다. 5월 1일부터 15일간 전국의 대학생들은 서울역 광장을 점거하고 시위를 했고, 16일 민주화 요구에 대한 정부의 대응을 기다린다는 명분으로 대학생들은 해산했다.
1980년 5월 신군부는 집권시나리오에 따라 최규하 대통령에게 '비상계엄 전국확대', '국회 해산', '국가보위 비상기구 설치'를 골자로 하는 시국수습방안을 실시하도록 강요했다. 5월 16일 최규하 전 대통령은 '시국수습방안'에 반대 의사를 밝혔다. 최규하는 당시 이희성 계엄사령관 등에게 "헌정질서가 뒤바뀌는 것은 5.16 정변 한번으로 족하다. 모든 일은 법테두리안에서 이뤄져야 한다"고 말하여 신군부측의 `시국수습방안'에 반대하는 입장을 명백히 했지만, 군부의 잇따른 강요에 5월 17일 오후 일단 비상계엄을 확대하는 방안만 받아들였다.
5월 18일 정오 신군부는 국회의사당, 중앙청을 군병력으로 점거해 폐쇄했다. 김종필, 김대중, 김진만 등 주요 정치인을 체포하여 보안사로 연행했고, 이어 김영삼, 이철승, 이민우, 유치송 등을 가택연금에 처분했다. 이는 5월 18일 발생한 5·18 광주 민주화 운동의 도화선이 된다.
서울의 봄 시기에 학생운동권에서 최규하 책임론이 제기됐다는 주장도 있으나 당시 고려대학교 회장이었던 신계륜은 "최규하 쪽이 문제가 아니다. 군부가 문제라고 봤다."라고 반박했다.

#### 신군부의 권력 장악
1980년 5월 25일 광주를 방문하였다. 그러나 최규하는 상무대에 와서 〈광주 사태 수습 위한 특별 담화문〉만 발표하고 사태 수습을 외면하고는 서울로 되돌아갔다. 26일 오후 6시 최규하 대통령은 국방장관 주영복 등을 대동하고 광주에 왔으나 전남, 북 계엄분소장으로부터 보고를 들은 뒤 상대방 쪽은 면담도 하지 않고 형식적인 담화문을 밤 9시 KBS 방송으로 내보냈을 뿐이었다. 그날 밤 10시에 속히 서울로 되돌아왔다.
5월 27일 신군부의 요청에 따라 국가보위비상대책위원회를 설치하고 5월 31일 국가보위비상대책위원회 의장이 됐다. 신군부는 권력 접수 시나리오대로 국가비상기구로 국가보위비상대책위원회(국보위) 설치안을 5월 26일 최규하에게 재가해줄 것을 요구했다. 최규하는 이들의 비상기구 설립 요구를 회피하며 하루 동안 시간을 질질 끌었다. 그것이 27일 국무회의를 통과하자 5월 31일 전두환을 상임위원회 위원장으로 하는 국보위가 발족됐다. 국보위는 일종의 군사혁명위원회였다. 광주민주항쟁 이후 전두환 등은 국가보위비상대책위원회를 통해 전권을 장악하고, 최규하 대통령을 위협하여 하야토록 했다. 최규하는 이를 두고 오래도록 고민하였다. 한편 전군주요지휘관회의에서 국가원수로 추대된 전두환은, 박정희의 전례에 따라 육군소장에서 육군대장으로 진급하여 전역한 다음 유신체제의 유산인 통일주체국민회의 대의원들에 의해 대통령으로 선출되었다. 최규하는 1년 사이에 전두환의 어깨에 두 별을 달아주었다.
1980년 7월 30일 경기도 수원의 새마을 연수원을 시찰했다. 1980년 7월 30일 신군부의 부탁을 받은 김정렬이 청와대로 찾아가 최 대통령과 5시간 담판을 하여 최 대통령에게 하야를 요구했다. 8월 16일 최규하는 대통령직을 사임하였다.

### 퇴임 이후

#### 퇴임
8월 16일 대통령직과 일체의 공직을 모두 사임했으며, 대통령 권한대행은 총리서리인 박충훈이 임시로 맡게 되었다. 전두환이 1980년 9월 1일 새로운 대통령으로 취임했다. 이때 새 대통령 취임식장에 최규하 내외가 초청되었는데 그의 부인 홍기 여사는 노골적으로 불쾌감을 드러내며 고개를 돌렸다고 한다.
1981년 4월 20일 국정자문회의가 발족되자 4월 20일부터 1988년 2월까지 국정자문회의 의장을 지냈다. 1985년 강원대학교에서 명예법학박사학위를 받았다. 1982년 독립기념관 건립기금을 기부했다. 1985년 1월 17일 연세대학교 강당에서 열린 백낙준의 추모 예배에 참석했다. 87년 6·29선언 이후 12.12와 신군부의 집권 과정에 대한 진상규명을 위한 국회청문회에 출석, 증언하라는 야당과 국민여론의 압력을 받았으나 끝내 진술을 거부했다.
1988년 11월 전두환이 국정자문회의 의장직을 사퇴하자 1993년 2월까지 최규하의 국정자문회의 의장직으로 다시 맡았다. 국회에서는 5공 청산을 이유로 최규하한테 국정 증인으로 채택하라고 요구하였으나 최규하는 출석을 거부했다. 1988년 11월 19일 노태우 대통령은 전두환과 최규하의 국정 증언은 회피했지만, 전두환 형제 등을 비리 혐의로 구속했다. 전경환 처벌과 전두환 백담사행을 빌미로 그에 대한 증언 출석 요구는 철회되었다.
1991년 이후부터 민족사바로찾기국민회의 제3대 의장을 지냈다.

#### 민간 정부 시절
한편 1989년 12월 삼청교육대 피해자인 이택승 등으로부터 고소를 당한다. 삼청교육대 피해자 이택승 등은 1989년 12월 최규하, 전두환, 이희성, 김만기(당시 국보위 정화분과위원장) 등을 감금, 폭행 및 가혹행위, 살인 및 살인교사죄로 서울지검에 고소했다. 그러나 3년이 지난 뒤인 1992년 서울지검으로부터 공소권 없음 결정을 받았다.
1992년 안중근의사 여순순국유적 성역화사업추진위원회 고문에 추대됐다.1993년 민족사바로찾기국민회의로부터 의장 연임 건의가 들어왔으나 사양하고 윤택중 전 문교부장관을 후임으로 내정했다. 민족사바로찾기국민회의 명예의장에 추대되어 2006년까지 재임했다. 1995년 김영삼 대통령의 문민정부로부터 신군부가 사법처리의 대상에 올라 법원에서 수차례 증언 요청을 받지만, 이때에도 그는 법정 증언을 끝까지 거부했다.
1999년 6월 최규하는 백범기념관 건립위원회 고문에 추대되었다. 1998년 국민의 정부 출범 이후 전직 대통령 초청 만찬에 모습을 들어내거나, 국무총리 등 정치인들의 내방을 받으며 말년을 보냈다. 2003년 2월 25일 열린 노무현 전 대통령의 취임식에 참석하였으며, 이듬 해인 2004년부터 건강 악화로 인해 병원에 입원하는 횟수가 잦아지며 대외 활동을 일절 중단하였다. 2004년 8월 박근혜 당시 한나라당 신임대표를 입원중이던 서울대병원에서 예방한 것이 언론에 비친 최규하의 마지막 모습이 되었다.
2004년 7월 20일, 부인 홍기가 먼저 세상을 떠났다.

### 서거

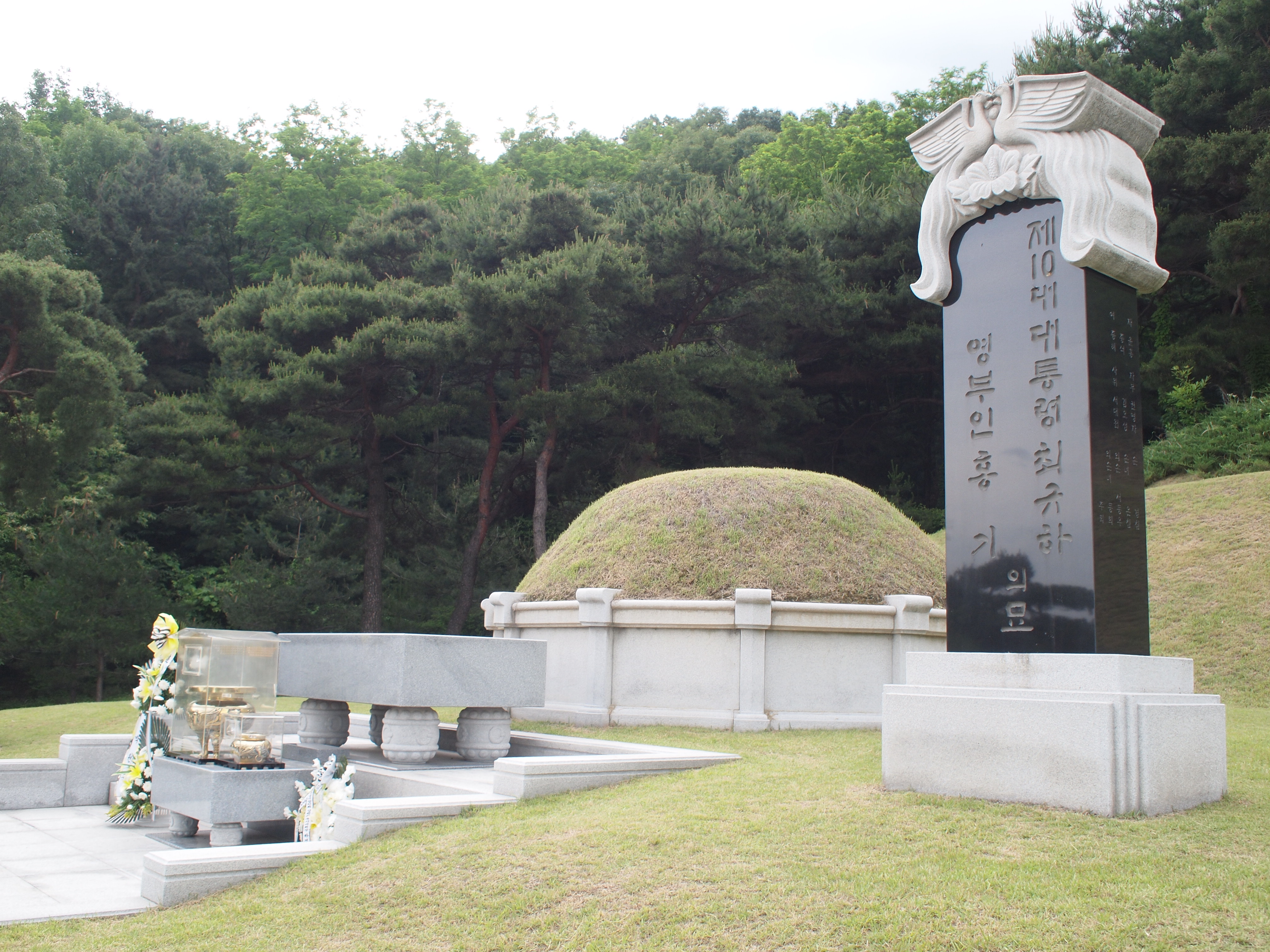
국립대전현충원에 위치한 묘소.

2006년 10월 22일 오전 6시경 서울 마포구 서교동 467-5(동교로 15길 10) 자택에서 의식을 잃은 상태로 발견돼 서울대병원으로 후송됐으나, 오전 7시 37분에 서거했다. 서울대 병원측은 "최 전 대통령이 오전 병원으로 옮겨지는 과정에서 심경기가 있었다"며 "급성심부전이 직접적인 사인으로 보인다"고 밝혔다. 향년 87세였다.
생전 그의 엄격할 정도의 청렴함은 서거 이후에 월간조선 등을 통해 알려졌다. 1973년 마포구 서교동 사저로 이사한 이후 서거할 때까지 연탄 보일러를 사용했다. 국무총리 재임 당시 강원도 장성광업소(태백시 소재)에서 광부들과 한 약속을 끝까지 지키겠다는 의지의 표현으로 풀이된다. 즐겨 신던 태화고무신은 밑창이 달면 고무타이어 조각을 붙여 신었고, 청와대 시절 사용했던 가구를 폐기하지 않고 사저로 가져와 사용했다. 지독히도 무더웠던 1953년 갓 태어난 셋째딸(종혜)을 위해 장만한 나쇼날 선풍기 또한 2006년 서거할 때까지 그의 곁을 묵묵히 지켰다. 주황색 플라스틱 재질의 이쑤시개 또한 닦아서 계속 재활용하였고, 달력 뒷면을 오려 이면지로 이용하였다. 안경 또한 그의 청렴함을 증명해주는 소재다. 연지색의 로이드 뿔테 근시 안경은 화동 경기고 재학 시절부터 외무부차관을 재임한 1960년까지 사용하였고, 이후 말레이시아 대사 시절부터 대통령 사임에 이르기까지 반뿔테 근시 안경과 뿔테 원시 안경을 겸용하였다. 사임 이후 서교동 시절에 백내장 수술을 받은 후부터 사용한 반뿔테 근시 안경(현재 초당대학교 안경박물관 소장, 안경다리가 부러짐), 서거 전까지 사용한 반뿔테 근시 안경 등이 그것이다.

### 사후
장례는 국민장(國民葬)으로 치러졌으며, 국민장 당일에는 2,000여 명이 참여했다. 국립대전현충원 국가원수묘역에 안장됐다. 생가는 강원도 원주시 봉산동에 소재하며 현재는 원주역사박물관내에 위치해 있다. 2010년 12월 3일 그가 다녔던 원주초등학교에 최규하 기념관(현석관)이 세워졌다.
2012년 10월 2일 최규하 기념사업회가 강원도 원주시에서 조직되었다.

## 논란

### 진술 거부 문제
그는 오랫동안 12.12나 5.18에 대한 증언 진술을 거부하였다. 그는 진술 거부에 대해 '그 사유를 밝히지 않는 것은 전직 대통령이 증언에 응하는 악례를 남기지 않는 것'이라며 진술 거부의 이유를 피력하였다. 그가 침묵과 인터뷰 거절, 면담 거절로 일관하자 당시 만화에서는 그가 손으로 입을 막고, 귀를 막고, 눈을 가리는 것을 풍자하여 '최규하 요가연구소 개설'이라는 풍자 만화들이 나돌기도 했다.

### 건국훈장 대한민국장 논란
제10대 대통령 재임 당시 스스로에게 건국훈장 대한민국장을 수여해 논란이 있다. 특히 친일 행적이 의심되어 논란이 가중되었다.

### 대통령 하야과정 논란
1980년 최규하가 대통령직에서 하야하는 과정에서 미심쩍은 부분이 있지만, 최규하가 대통령 재임시 일어난 일들에 대한 진술을 거부했기 때문에 논란이 일었다. 전두환을 비롯한 신군부 세력이 김정렬에게 부탁하여 김정렬이 최규하 대통령에게 찾아가 하야를 종용했다는 의혹도 있다. 최규하 정부에서 국무총리를 맡았던 신현확 전 총리는 1995년 12월 16일 검찰 진술에서 "81년 김정렬씨에게 최대통령에게 하야를 적극 권유한 사실이 있다고 분명히 들었다"고 진술했다. 실제 김정렬씨는 최대통령이 설악산으로 하계 휴가를 떠나기 직전 청와대를 방문하여 그와 독대하였다.

## 약력
- 1941년 일본 도쿄 고등사범학교를 졸업하고 1943년 만주국 국립 대동학원을 정치행정 전공으로 수료하였다.
- 1945년 경성사범대학 조교수
- 1946년 4월 중앙식량행정처 기획과장
- 1947년 중앙식량행정처 행정실장
- 1948년 농림부 양정국 양정과장
- 농림부 농지관리국장 서리
- 1951년 외무부 통상국장
- 1951년 ECAFE 무역진흥회의 한국측 수석대표
- 1952년 주일대표부 총영사[51]
- 주일대표부 참사관
- 1959년 주일대표부 공사
- 외무부 차관
- 1960년 외무부 장관 직무대행
- 1962년 동양화학 주식회사 창립 발기인
- 1962년 외무부 장관 고문
- 1963년 국가재건최고회의 외교담당 고문, 의장
- 1964년 말레이시아 대사
- 1967년 외무부 장관
- 1971년 대통령 외교담당 특별보좌관
- 1972년 남북조절위원회 위원
- 1975년 국무총리 서리
- 1976년 국무총리
- 1979년 10월~1979년 12월 대통령 권한대행, 무궁화대훈장
- 1979년 12월 6일: 제10대 대한민국 대통령 당선
- 1979년 12월~1980년 8월 제10대 대한민국 대통령
- 1980년 8월 16일: 대통령직 사임, 건국훈장 대한민국장
- 1981년-1988년 국정자문위원회 의장
- 1984년 12월 18일 서울 종로에서 열린 국정자문위원회 위원 오찬에 참석하다.
- 1991년 민족사바로찾기국민회의 의장
- 1999년 백범기념관 건립위원회 고문

## 저서
- 《팔순기념문헌집》

## 서훈
- 1969년 말레이시아 SSM 경식대훈장
- 1970년 일등 수교훈장
- 1971년 청조근정훈장
- 1976년 수교훈장 광화대장
- 1977년 태국 백상훈장
- 1979년 무궁화대훈장
- 1980년 건국공로훈장 대한민국장
- 중화민국 정부 백상최고훈장 기사대장
- 벨기에 왕관십자대훈장
- 1980년 5월 사우디아라비아 압둘아지스 경식대훈장
- 1980년 5월 쿠웨이트 무바락알하비르 경식대훈장

## 학력
- 원주보통학교 졸업
- 경성고등보통학교 졸업
- 도쿄고등사범고등학교 영어영문학과 졸업
- 만주국 다퉁 학원 졸업
- 대한민국 국방대학교 행정학사 1기(1956년)

### 명예 박사 학위
- 1970년 한국외국어대학교 명예문학 박사
- 1985년 강원대학교 명예법학 박사

## 가계
- 할아버지 : 최재민(崔在民, 1849년~1933년)
- 할머니 : 이부덕(李婦德, 1850년~1914년)
- 아버지 : 최양오(崔養吾, 1897년 4월 21일~1973년 8월 26일)
- 어머니 : 이응선(李應善, 1899년 10월 11일~1983년 5월 2일)
  - 누나 : 최경하 (崔敬夏, 1914년~?)
  - 형 : 최정희(崔旌姬, 1916년~?)
  - 배우자 : 홍기 (洪基, 1916년 3월 3일~2004년 7월 20일)
    - 장남 : 최윤홍 (崔胤弘, 1943년 6월 11일~)
    - 차남 : 최종석 (崔鍾晳, 1951년 2월 28일~)
      - 증손녀 : 최경침(崔京琛, 1966년 12월 8일~)
      - 증손녀 : 최은침(崔恩琛, 1979년 8월 10일~)

    - 장녀 : 최종혜 (崔鍾惠, 1953년 9월 20일~)

  - 남동생 : 최정하 (崔鼎夏, 1920년~?)
  - 남동생 : 최석하 (崔錫夏, 1922년~?)
  - 남동생 : 최명하 (崔命夏, 1924년~1998년)
  - 남동생 : 최무하(崔茂夏, 1926년~?)
  - 남동생 : 최중하 (崔中夏, 1930년~2008년)

## 역대 선거 결과
| 실시년도 | 선거   | 대수 | 직책   | 선거구   | 정당   | 득표수  | 득표율          | 순위 | 당락 | 비고 |
| -------- | ------ | ---- | ------ | -------- | ------ | ------- | --------------- | ---- | ---- | ---- |
| 1979년   | 대선   | 10대 | 대통령 | 대한민국 | 무소속 | 2,456표 | \| \| 96.29% \| | 1위  |      |      |
|          | 96.29% |      |        |          |        |         |                 |      |      |      |

## 소속 정당
| 소속 정당 | 소속 정당 | 소속 기간 | 비고                     |
| --------- | --------- | --------- | ------------------------ |
|           | 무소속    | 1975~2006 | 정계 입문 정계 은퇴 사망 |

## 평가와 비판
사학자 오항녕은 '최규하는 박정희 대통령이 죽은 뒤, 국무총리로 대통령직을 승계받았다. 그러나 그는 스스로 대통령직을 내놓고 전두환 정권의 탄생을 도왔다'며, 그가 신군부를 돕고 전두환 집권을 도왔다며 비판하였다.
성균관대 교수 서중석은 '최규하는 뻔뻔스럽게도 박정희를 대통령으로 선출했던 통일주체국민회의에서 대통령에 당선되어 12월 21일 취임했다.'며 그가 통일주체국민회의를 폐지하지 않은 점을 비판하였다.
극작가 신봉승은 '국가를 보위해야 하는 대통령의 고유한 권한과 임무를 내동댕이쳤으면서도, 여전히 그 사유를 밝히지 않는 것은 전직 대통령이 증언에 응하는 악례를 남기지 않는 것이라는 어린아이만도 못한 역사 인식으로 일관하고 있다.'고 비판했다.
전북대 교수 강준만은 '책임을 통감한다던 최규하가 81년 4월 20일에 발족한 국정자문 회의의 의장을 맡은 건 무슨 이유였을까? '최주사' 라는 그의 별명이 실감나 는 대목이 아닐 수 없겠다.'고 했다.
미국 국무부의 보고서에는 "언행이 느리고 따분하다는 평을 얻고있으며, 현직 임무 수행은 별로 인상적이지 않고 활기에 차 있지도 않음." 그리고 "외형적으로는 협조적이고 이해심이 많은 것처럼 행동하지만, 자기 자신의 생각은 거의 남에게 이야기를 하지 않는다."고 평하였다. 그는 베테랑 외교가였지만 정치가로서는 높은 점수를 받지 못했다.

## 기타
최규하의 경성고보 졸업동기이자 1년 선배였던 민관식의 수집품 목록에는 최규하 대통령 취임식 만찬 음식 메뉴가 있다. 민관식은 국회의장 직무대행 자격으로 1979년 12월 21일 최규하 대통령 취임 경축 만찬에 초대되었다. 최규하 대통령 취임 경축 만찬에는 주한 외교사절과 함께 민관식 국회의장 직무대행, 이영섭 대법원장 등이 포함되어 있었다. 이날 청와대는 최상의 만찬을 내놓았다. 메뉴는 훈제 알래스카 연어, 쇠고기 수프, 광어찜, 셔벗, 쇠고기 등심구이, 데운 야채, 샐러드, 커피 순이었다. 술은 적포도주와 백포도주였다.
대한민국 건국 초기 정치인으로는 드물게 178cm의 장신이었다. 그리고 혈액형은 A형.

## 같이 보기
| - 10.26 사태 - 최규하 정부 - 제4공화국 - 12.12 군사반란 - 5.17 비상 계엄 - 5.18 민주화운동 - 국가보위비상대책위원회 - 대한민국 제10대 대통령 선거 - 윤보선 - 박정희 - 김대중 - 김영삼 - 김종필 - 전두환 - 노태우 - 신현확 - 남덕우 - 박충훈 - 5공 청문회 - 강릉 최씨 | - 제1공화국 - 제3공화국 - 이승만 라인 - 이승만 - 윤치호 - 윤치영 - 윤일선 - 임영신 - 임병직 - 장면 - 정일권 - 정호용 - 주영복 - 노재현 | - 12.12 사태 - 김구 - 백선엽 - 장면 - 장태완 - 정일권 - 정승화 - 정병주 - 최서면 | - 대한민국의 대통령 권한대행 - 대한민국의 국무총리 - 대한민국의 외교부 차관 - 대한민국의 외교부 장관 |

## 대중 매체

### 드라마
- 1993년 김성원 - (제3공화국) MBC 드라마
- 1995년 김성겸 - (제4공화국) MBC 드라마
- 1995년 김진태 - (코리아게이트) SBS 드라마
- 1998년 김진태 - (삼김시대) SBS 드라마
- 2005년 김성겸 - (제5공화국) MBC 드라마
- 2013년 김성겸 - (대한민국 정치비사) MBN 드라마

### 영화
- 2005년 김영인 - (그때 그 사람들)
- 2023년 정동환 - (서울의 봄)[54]

## 관련 서적
- 서중석, 《사진과 그림으로 보는 한국현대사》 (웅진지식하우스, 2005)
- 김진국, 《WWW.한국현대사.COM》 (민연, 2000)
- 서중석, 《한국현대사 60년》 (역사비평사, 2002)
- 박원순, 《고문의 한국현대사 야만시대의 기록》 (역사비평사, 2006) 652페이지

## 참고 문헌
- 외교통상부[깨진 링크(과거 내용 찾기)]